# Zakrzówek (Szarbia Zwierzyniecka)
Zakrzówek – część wsi Szarbia Zwierzyniecka w Polsce, położona w województwie świętokrzyskim, w powiecie kazimierskim, w gminie Skalbmierz.
W latach 1975–1998 Zakrzówek administracyjnie należał do województwa kieleckiego.